# Винсон, Карл
Карл Винсон (англ. Carl Vinson, 18 ноября 1883 — 1 июня 1981) — американский политик, конгрессмен от штата Джорджия от Демократической партии. Влиятельный участник неофициальной консервативной коалиции, противостоявшей либералам в Конгрессе.
Избирался в конгресс в течение более 50 лет, из которых 29 лет являлся председателем Военно-морского комитета и Комитета по делам вооружённых сил Палаты представителей США. В США известен как «отец флота двух океанов». Он стал одним из немногих американцев, в честь которых при жизни был назван авианосец. В честь политика также были названы самые высокие горы Антарктиды — Массив Винсон.